# Atomoxetine
Atomoxetine (merknaam Strattera®) is een zeer specifieke noradrenalineheropnameremmer die gebruikt wordt om de symptomen van ADHD te verminderen.
Atomoxetine is in Nederland geregistreerd voor het verminderen van ADHD-klachten bij kinderen vanaf 6 jaar, adolescenten en sinds maart 2013 mag het ook worden gebruikt bij volwassenen. In 2009 en 2010 werden er 840.000 standaarddagdoseringen atomoxetine verstrekt door de Nederlandse apotheken.
Volgens de Commissie Farmaceutische Hulp (CFH) is de werkzaamheid en veiligheid van atomoxetine op de lange termijn nog niet voldoende bekend, en zijn ten opzichte van methylfenidaat geen voordelen naar voren gekomen die de keuze voor het duurdere atomoxetine rechtvaardigen. Als middel van tweede keus kan atomoxetine geprobeerd worden bij kinderen en adolescenten die niet goed reageren op methylfenidaat. Het middel zou volgens de CFH alleen door artsen met specifieke deskundigheid op het gebied van behandeling van ADHD voorgeschreven moeten worden en dan in combinatie met psycho-educatie en opvoedingsadviezen.

## Werkingsmechanisme
Atomoxetine is een selectieve noradrenalineheropnameremmer die werkt in de prefrontale cortex van de hersenen; een hersengebied dat wordt geassocieerd met klachten die horen bij ADHD. De heropname wordt geremd omdat Atomoxetine selectief het presynaptische noradrenalinetransporteiwit remt. In tegenstelling tot andere medicijnen voor ADHD is atomoxetine geen stimulans en het valt dan ook niet onder de Opiumwet.

## Dosering
Atomoxetine hoeft maar één keer per dag ingenomen te worden. Voor kinderen jonger dan 6 jaar of personen met een gewicht van minder dan 70 kg geldt 0,5 mg/kg/dag, geleidelijk verhogen tot 1,2 mg/kg/dag, eventueel tot maximaal 1,4 mg/kg/dag. Personen ouder dan 6 jaar of zwaarder dan 70 kg beginnen met 40 mg per dag, gaan na een week omhoog naar 80 mg/dag, en verhogen eventueel tot een maximum van 100 mg/dag als het gewenste effect niet bereikt wordt. De meeste mensen ervaren het effect van het middel na 2 tot 4 weken.

## Omzetting in de lever
Atomoxetine wordt omgezet in de lever door CYP2D6 in onwerkzame en minder werkzame metabolieten. De snelheid van omzetting kent een zeer grote spreiding. De halveringstijd varieert van 3,6 uur in snelle omzetters tot 21 uur in langzame omzetters. Het moge duidelijk zijn dat dit zeer belangrijke cijfers zijn om tot een juiste dosering te komen.

## Bijwerkingen en voorzorgen
Het College ter Beoordeling van Geneesmiddelen (CBG) heeft in december 2011 een waarschuwing opgenomen voor het gebruik van Atomoxetine:
Het gebruik van atomoxetine (Strattera) kan de hartslag en bloeddruk verhogen. Dit geneesmiddel is daarom gecontra-indiceerd voor patiënten met een ernstige cardiovasculaire en/of cerebrovasculaire stoornis.— College ter Beoordeling van Geneesmiddelen
Er is tevens een rapport uitgebracht door de American Academy of Pediatrics over ongewenste karakterveranderingen, zoals snel geïrriteerd zijn en irrationeel boos worden. Daarnaast hadden patiënten die atomoxetine gebruikten significant vaker suïcidale gedachten dan placebogebruikers, blijkend uit meerdere onderzoeken met betrekking op zowel kinderen als volwassenen.
In verband met het risico op leverbeschadiging, dient een patiënt die geelzucht vertoont, of indien de leverfunctie tests een ongunstige uitslag laten zien, te stoppen met atomoxetine. Bij enkele mensen is leverschade ontstaan als gevolg van het gebruik van atomoxetine. De kans hierop is echter lager dan 1:50.000 volgens een rapport van de Nederlandse overheid in 2005 wat verwijst naar eerder onderzoek uit Groot-Brittannië.
De overige meest voorkomende bijwerkingen van atomoxetine zijn misselijkheid, buikpijn, overgeven, slaperigheid, hoofdpijn, afgenomen eetlust, verhoogde bloeddruk en versnelde hartslag.

## Kosten
Medicatie met de merknaam Strattera wordt in Nederland niet vergoed door de basisverzekering. De reden daarvoor is, dat onvoldoende zou zijn aangetoond dat het middel meerwaarde heeft ten opzichte van methylfenidaat. Een argument is, dat goed vergelijkend onderzoek met methylfenidaat ontbreekt en er derhalve geen voordelen zijn aan te tonen van atomoxetine in vergelijking met methylfenidaat.